# Maarten de Bruijn

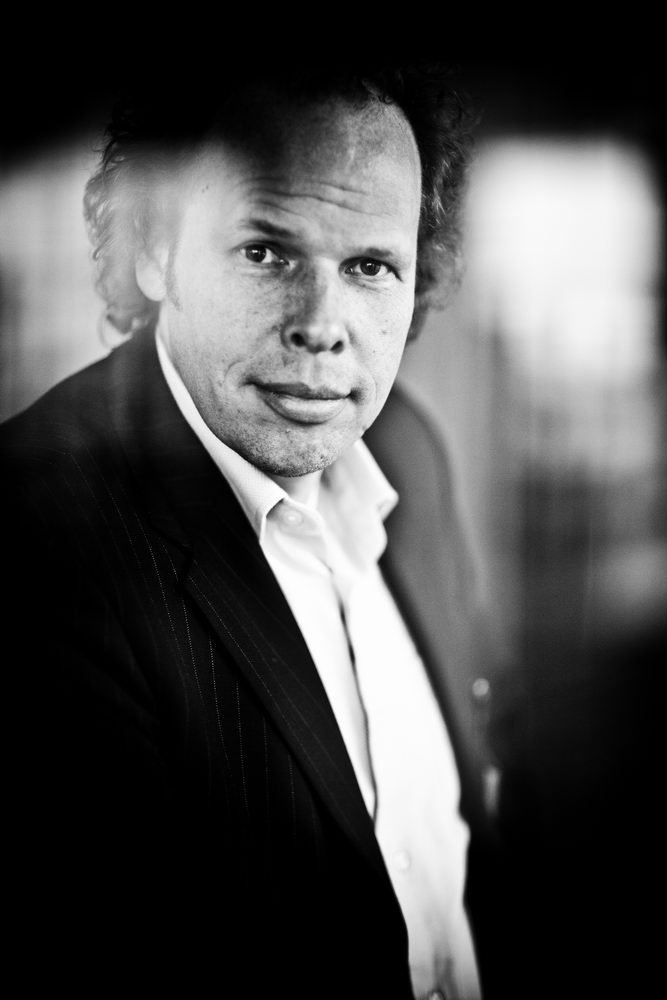
Maarten de Bruijn in 2010

Maarten de Bruijn (Naarden, 1965) is een Nederlandse auto-ontwerper.
De Bruijn is geboren in Naarden en studeerde in 1996 af aan de Universiteit van Amsterdam. Tussen 1990 en 1996 bouwde De Bruijn aan het prototype Silvestris, wat zou leiden tot Spyker, nadat hij Victor Muller ontmoette. Muller zorgde voor het geld, De Bruijn voor het technische gedeelte. De Bruijn ontwierp de Spyker C8, Spyker  C8 Laviolette en de Spyker C8 Double 12, voordat hij in 2005 de Spyker verliet en "Silvestris" oprichtte waarmee hij hightech boten wilde gaan produceren.

## Carrière
In 1990 begon De Bruijn zijn carrière met het maken van een Nederlandse sportwagen. Hij besteedde jaren aan de ontwikkeling van een lichtgewicht sportwagenprototype met middenmotor. Hij kocht de oud-Nederlandse merknaam Spyker en noemde het nieuwe bedrijf  Spyker Cars. Hij noemde zijn eerste auto Spyker Silvestris V8. 
In 1999 werd Victor Muller zijn eerste klant. In Coventry in het  Verenigd Koninkrijk verfijnde De Bruijn het ontwerp en de productie naast een kleine plaatwerkwerkplaats CPP. In twee jaar tijd ontwierp en bouwde hij drie modellen op basis van zijn prototype, de Spyker C8 Spyder, de Spyker C8 Laviolette en de Spyker C8 Double 12. 
De Bruijn's Spyker C8 Spyder won in 2000 de Design Award for Engineering Excellence op de Birmingham Motor Show 2000. Muller werd later voor 50% aandeelhouder van Spyker Automobielen bv en CEO van het bedrijf.
In 2005 verliet De Bruijn Spyker en verkocht zijn aandelen. Hij begon een nieuwe onderneming met twee voormalige Spyker-medewerkers; dit bedrijf heette Silvestris Aquamotive. De Bruijn ontwierp een exclusieve aluminium speedboot met een innovatieve bouwmethode die hij patenteerde. De boot was gebaseerd op auto- en vliegtuigtechnologie en had een aluminium spaceframe waarop de aluminium huid was gelijmd en geklonken. Hierdoor ontstond een zeer sterke en rechte romp. De boot had ook exclusieve functies zoals een interieur dat met één klik op de knop volledig kon verdwijnen; De banken kantelden naar voren en het dashboard zakte naar beneden en zo sloot het de boot volledig af. 
De Bruijn werd in 2007 genomineerd voor de 'Maritime Innovation Award' voor de bouwmethode van de Silvestris-boot. Een paar boten werden gebouwd totdat de recessie in 2009 toesloeg. In 2014 verkocht Maarten de Bruijn zijn Silvestris Boat design aan Aston Martin. Aston Martin bouwde een paar prototypes van de Aston Martin AM37-boot, maar de boot kwam nooit in productie. 
Geïnspireerd door de Segway begon hij in 2010 te werken aan het creëren van een klein elektrisch persoonlijk voertuig genaamd de Qugo. Hoewel dit voertuig drie wielen had om het recht te houden, gebruikte hij een uniek kantelmechanisme dat gepatenteerd was.
De Bruijn won in 2011 de eerste prijs op de Goodwood Festival Of Speed Cartier Award in Class 'Come Back Kids' voor het succesvol nieuw leven inblazen van een oud merk, Spyker Cars.
Vanaf 2012 ontwierp en bouwde De Bruijn een paar alternatieve voertuigen, zoals een high-end driewielige rolstoel met een innovatieve ophangingsconstructie die het niveau van comfort en wendbaarheid enorm verhoogde. De Bruijn verkocht het idee aan een groot Nederlands bedrijf in rolstoelen, maar zij hebben het nooit op de markt gelanceerd.
In 2021 richtte hij met zijn twee partners Wouter van Everdingen en Niek van Exel een nieuw auto-industriebedrijf op. Het merk droeg dit keer zijn eigen naam: deBruynCars. 
In mei 2023  lanceerde De Bruijn zijn nieuwe auto: deBruyn FEROX V8. De auto beschikt over een atmosferische V8 in een handgemaakte lichtgewicht aluminium roadster-body. In plaats van de oorspronkelijke Audi 4.2 V8 in de Spyker heeft de FEROX een 6.2 liter V8 motor.